# Ariela Sánchez
Ariela Sánchez (25 de enero de 2001) es una deportista dominicana que compite en judo. Ganó una medalla de bronce en los Juegos Panamericanos de 2023, en la prueba de equipo mixto.

## Palmarés internacional
| Juegos Panamericanos        | Juegos Panamericanos  | Juegos Panamericanos | Juegos Panamericanos |
| Año                         | Lugar                 | Medalla              | Categoría            |
| --------------------------- | --------------------- | -------------------- | -------------------- |
| 2023                        | Santiago (Chile)      | Medalla de bronce    | Equipo mixto         |
| Juegos Panamericanos Junior |                       |                      |                      |
| Año                         | Lugar                 | Medalla              | Categoría            |
| 2021                        | Cali-Valle (Colombia) | Medalla de oro       | 63 kg femenino       |
| 2021                        | Cali-Valle (Colombia) | Medalla de bronce    | Equipo mixto         |